# Gambler
Gambler este al doilea single al Madonnei de pe coloana sonoră a filmului Vision Quest, lansat pe 3 octombrie 1985. Nu a avut parte de o lansare în Statele Unite.